# Grupo santoral
El Grupo Santoral está Conformado por Luis Alfonso Pernía (voz/percusión menor/guitarra) y David Araujo (voz/cuatro/percusión menor) es una agrupación nacida en Barquisimeto, estado Lara, al occidente de Venezuela.

## Biografía
Unidos en la adolescencia Luis A. Pernía, Jorge Pernía, Narciso Díaz, Alonzo Sanoja y Pablo Briceño fundan Santoral en diciembre de 1992, resultado de una inquietud juvenil y un amor por la música hecha en Venezuela, creando una propuesta polifónica vocal, acompañada de instrumentos típicos venezolanos.  
Con los años y aún vinculados a las raíces venezolanas, iniciaron la fusión con otros géneros musicales, experimentando con nuevos instrumentos y músicos de variadas tendencias. Varios cambios se fueron gestando hasta que en el año 1999 se consolidan como trío, siendo los hermanos Pernía y David Araujo los que continúan con este proyecto.
Hoy Santoral es una banda conformada por cuatros, piano, guitarra eléctrica, bajo, batería, percusión afro venezolana y percusión afro latina.
Entre sus temas más populares están "Lara es una sóla" (Virgilio Arrieta), tema que forma parte del acervo cultural de su ciudad natal, Caminos de fe (Luis Alfonso Pernía) un canto obligado para el recibimiento de la Divina Pastora cada 14 de enero, así como por “Dulcito pal corazón”, “Zarandeao” y “Delirio Divino”, canciones que lograron el primer lugar en la cartelera de música tradicional de Venezuela.

## Discografía
1. El Tiquiti Taqui del Tambor (1995).
2. Falta Por Cantarle a Tanta Gente (1998).
3. Juntos y También Revueltos (2001), junto al Quinteto Barquisimetal.
4. Andando Despacio (2004).
5. Cruzando Caminos (2006).
6. Más que Enamorao (2010).
7. DVD “Más que enamorao en vivo” (2011), grabado durante la presentación del disco homónimo en el Teatro Juares, Barquisimeto.
8. Encantan la Navidad (2012).
9. Nuevo Amanecer (2018).

## Participación en otros proyectos
- Lo Nuestro es lo Mejor vol. II y III. CD y vídeos. (1995 y 1996), junto a María Rivas, Gualberto Ibarreto, Serenata Guayanesa, Soledad Bravo, Simón Díaz entre otros.
- El Canto del Pueblo 1 y 2. CD (1995 y 1997).
- Agua Bendita. Cd (1999).
- Talento Larense. Cd (2003), junto al tenor Aquiles Machado.
- El Samán de Aquiles Báez. DVD (2004).
- Tesoros de la Música Venezolana de Ilan Chester. Cd (2010).

## Santoral fuera de Venezuela
- XXVI Festival Internacional de la Juventud Aberdeen (Escocia, 1998).
- Bolívar Hall (Londres, 1998).
- Expo Hannover (Alemania, 2000).
- Centro Cultural La Soleá (Madrid, España, 2000).
- Conferencia Anual Caterpillar (Aruba, 2008).
- Semana de la Independencia (Puerto Rico, 2011).
- Shows privados en Las Vegas, Chicago y Miami (EE. UU., 2011).
- Han compartido escenario con figuras de la música nacional e internacional como Simón Díaz, Gualberto Ibarreto, Cecilia Todd, José Luis Rodríguez, Voz Veis, Huáscar Barradas, Frank Quintero, Guillermo Carrasco, Nelson Arrieta, Jorge Luis Chacín, Armando Manzanero, Juan Luis Guerra, Danny Rivera y Raúl Di Blasio, entre otros.

## Premios y reconocimientos
- En 2011 Santoral es nominado a los premios Latin Grammy por su producción discográfica “Más que enamorao” en la categoría de “Mejor álbum de música tradicional”.
- En 2012, 2013 y 2015 Santoral es nominado a los premios Pepsi Music por temas de la producción “Más que enamorao” y el vídeo Mi Bandera.
- En 2019 Santoral es ganador de los premios Pepsi Music por el vídeo Nuevo Amanecer.
- En 2012, 2013 y 2015 Santoral es nominado a los premios Pepsi Music por temas de la producción “Más que enamorao” y el vídeo Mi Bandera..* “Orden Jacinto Lara” en su Primera Clase por la labor musical desarrollada. 2011.
- “Orden Ciudad de Barquisimeto” en su tercera clase. 2011.
- “Orden Macario Yépez” en su única clase. 2011.